# Albrecht von Hanau-Münzenberg
Albrecht (Albert) von Hanau-Münzenberg-Schwarzenfels (* 12. November 1579; † 19. Dezember 1635 in Straßburg) war neben dem Erbgrafen, Philipp Ludwig II., der einzige Sohn von Graf Philipp Ludwig I. (* 1553; † 1580) und der Gräfin Magdalene von Waldeck (* 1558; † 1599), der das Erwachsenenalter erreichte.

## Vormundschaft
Da beim Tod seines Vaters im Jahre 1580, dessen Kinder alle noch minderjährig waren, war eine Vormundschaft erforderlich. Sie wurde zunächst von Graf Johann VI., dem Älteren, von Nassau-Dillenburg, Graf Ludwig I. von Sayn-Wittgenstein und Graf Philipp IV. von Hanau-Lichtenberg gebildet und letztendlich erst 1608 endgültig beendet. Philipp IV. ließ sich 1585 als Vormund durch seinen Sohn, Graf Philipp V. von Hanau-Lichtenberg, der im Schloss Babenhausen residierte, ersetzen.
Schon 1581 vermählte sich die Gräfinwitwe Magdalena mit Graf Johann VII., dem Mittleren, von Nassau-Siegen, dem Sohn eines der Vormünder. Dadurch kamen Graf Albrecht und sein Bruder an den Nassau-Dillenburger Hof. Dieser war ein Zentrum der reformierten Glaubensrichtung in Deutschland und eng mit dem ebenfalls reformierten kurpfälzischen Hof verbunden.
Diesem reformierten Einfluss aber widersetzte sich der (lutherische) Mitvormund Philipp IV. und später sein Sohn Philipp V. von Hanau-Lichtenberg, vehement, wenn auch letztendlich vergeblich. Philipp V. versuchte, den ebenfalls lutherischen Herzog Reichard von Pfalz-Simmern in die Vormundschaft zu lancieren, was ihm – trotz eines entsprechenden Mandats des Reichskammergerichts – aber nicht gelang: Die reformierte Mehrheit der Vormundschaft verhinderte die Huldigung der Untertanen gegenüber dem Herzog. Es gelang der reformierten Partei darüber hinaus, den Pfalzgrafen und Kuradministrator Johann Kasimir von Pfalz-Lautern als „Obervormund“ – ein reines Ehrenamt – zu installieren und damit die reformierte Position innerhalb der Vormundschaft weiter zu stärken.
Das Ende der vormundschaftlichen Regierung lässt sich schwer bestimmen. Im Jahr 1600 waren die Vormünder im Streit mit Philipp Ludwig II. aus dessen Vormundschaft geschieden, für Albrecht bestand sie aber bis 1604 weiter, denn Volljährigkeit wurde erst im Alter von 25 Jahren erreicht. Die Abrechnung über die Vormundschaft erfolgte erst im Jahr 1608 auf Drängen des Kurfürsten Friedrich IV. von der Pfalz.

## Jugend
Ab 1588 besuchte Albrecht die Tertia Classis des Pädagogicums und schon seit 1585 die Hohe Schule in Herborn, wo auch sein Bruder, Philipp Ludwig II., studierte. Ab 1591 studierte er an der Universität Heidelberg, zu deren Rektor er am 20. Dezember 1591 gewählt wurde, ein Amt, das er bis zum 6. Juli 1593 bekleidete.

## Politik
Graf Albrecht befand sich lebenslang in heftigem Streit mit seinem Bruder Philipp Ludwig II., dessen Erben, Graf Philipp Moritz (* 1605; † 1638), und der vormundschaftlichen Regentin, Gräfin Katharina Belgica.  Der Streit wurde zum Teil gerichtlich, zum Teil auch gewalttätig ausgetragen. Albrecht strebte mindestens eine Sekundogenitur, wenn nicht gar eine Landesteilung an. Philipp Ludwig II. beharrte dagegen auf dem Recht des Hauses Hanau, das mit seinem Primogeniturstatut aus dem Jahr 1375 ihn zum alleinigen Erben erklärte.
Weil sich seine Vormünder im Streit mit Philipp Ludwig II., spätestens aber ab dessen Volljährigkeit, auf die Seite des noch unter ihrer Vormundschaft stehenden Albrecht schlugen, führte das auch zu heftigen Auseinandersetzungen zwischen Philipp Ludwig II. und den Vormündern. Schließlich wurde ein Vergleich ausgehandelt, der Albrecht mit den hanauischen Ämtern Schwarzenfels und Ortenberg, der Kellerei Naumburg und dem hanauischen Anteil an Assenheim ausstattete. Er residierte daraufhin in der Burg Schwarzenfels.
Aber auch dieser Vergleich führte nicht zu einer Beruhigung der Situation, da Albrecht nunmehr darauf bestand, dass er eigene, auf diesem Territorium beruhende Landeshoheit habe, Philipp Ludwig II. dagegen davon ausging, dass die Landeshoheit bei ihm geblieben und Albrecht lediglich die wirtschaftliche Nutzung zugesprochen worden sei.
Albrecht und seine Familie mussten, bedingt durch den Dreißigjährigen Krieg, wohl 1633, Schwarzenfels verlassen, flohen zuerst nach Worms und später nach Straßburg, wo sie mit großen finanziellen Schwierigkeiten zu kämpfen hatten.

## Tod
Graf Albrecht starb am 19. Dezember 1635 im Exil in Straßburg. Eine Leichenpredigt ist überliefert.
Erst mit dem Tod des Grafen Albrecht kam es im Hause Hanau-Münzenberg zu einer Beilegung des Streits, da sein Sohn und Erbe, Johann Ernst, darauf verzichtete, landesherrliche Rechte geltend zu machen.

## Familie
Albrecht heiratete am 16. August 1604 Gräfin Ehrengard von Isenburg (* 1. Oktober 1577; † 20. September 1637 in Frankfurt am Main), nach anderen Quellen auch „Irmgard“. Sie hatten folgende Kinder:

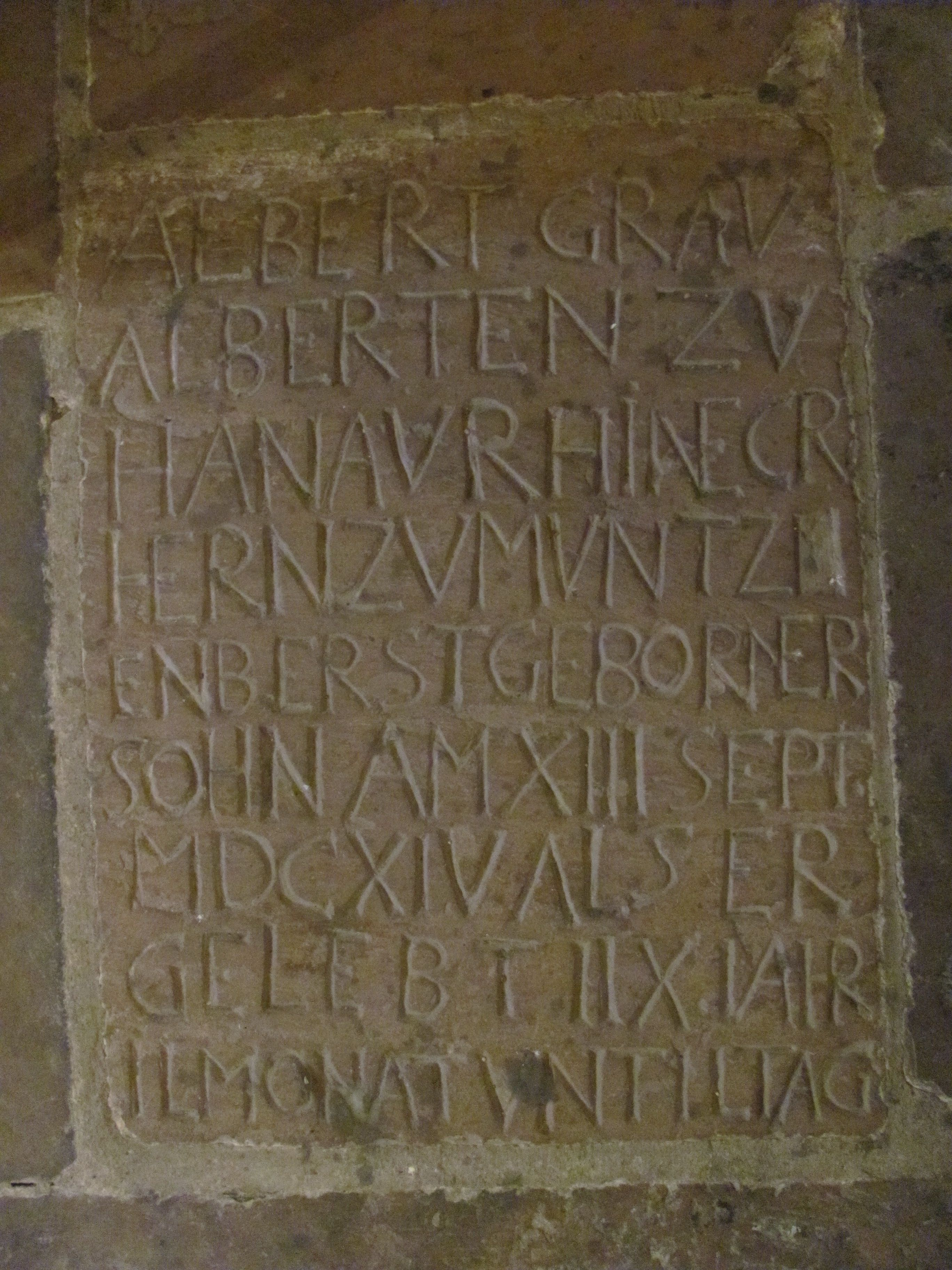
Grabplatte des Grafen Albrecht (Albert) (1606–1614) in der Andreaskapelle des Klosters Schlüchtern

- Albrecht (Albert) (* 1606; † 13. September 1614), begraben im Kloster Schlüchtern. Die Bestattung wurde 1938 und 1986 im Rahmen archäologischer Ausgrabungen untersucht und anschließend wieder beigesetzt.[5]
- Moritz (* 1606; † noch als Kind)
- Katharina Elisabeth (* vor oder am 14. September 1607; † 14. September 1647), verheiratet mit Graf Wilhelm Otto von Isenburg-Birstein (* 1597; † 1667)
- Johanna (* 1610; † 13. September 1673 in Delft), verheiratet mit
  - 1.) Wild- und Rheingraf Wolfgang Friedrich von Salm (* 1589; † 24. Dezember 1638) seit September 1637[6]). Die Ehe blieb kinderlos.
  - 2.) Prinz Manuel António von Portugal (* 1600; † 1666) am 14. Dezember 1646. Aus dieser Ehe gingen hervor:

1.) Wilhelmina Amalia (* 1647; † 14. November 1647)
2.) Elisabeth Maria (* 20. November 1648 in Delft; † 15. Oktober 1717 in Vianen), verheiratet am 11. April 1678 mit Oberstleutnant Baron Adriaan von Gent (* 16. Februar 1645 in Den Haag; † 10. August 1708)
Hervorgehoben wird in der Literatur, dass Johanna kaum etwas in die Ehe mitbrachte. Die Linie Hanau-Münzenberg-Schwarzenfels war durch den Dreißigjährigen Krieg sehr verarmt. Bedeutung erlangt Johanna vor allem durch ihre zweite Ehe – eine Verbindung zwischen einer deutschen Adligen reformierter Konfession und einem Mitglied des römisch-katholischen, portugiesischen Königshauses. Manuel António von Portugal war ein Enkel des portugiesischen Thronprätendenten António von Crato aus dem Haus Avis. Nachdem er seinen Thronanspruch nicht durchsetzen konnte, floh die Familie in die Generalstaaten, die nördlichen Niederlande, die vornehmlich reformiert waren. Die südlichen Niederlande, die Spanischen Niederlande (heute: Belgien) waren römisch-katholisch geblieben. Das Leben des Manuel António spielte sich zwischen diesen beiden Polen ab. 1643 befand er sich – nach seiner vierten Konversion – wieder einmal in den Diensten der nördlichen Niederlande. Die Ehe mit der weitläufig mit dem Haus Oranien-Nassau verschwägerten, reformierten Gräfin von Hanau-Münzenberg-Schwarzenfels sollte seine Bindung an die Generalstaaten stärken und ein erneutes Wechseln in den verfeindeten römisch-katholischen Süden verhindern.
- Magdalena Elisabeth (* 28. März 1611; † 26. Februar 1687) war seit dem 28. März 1636 mit Reichserbschenk Georg Friedrich Schenk zu Limpurg in Speckfeld (* 27. Juni 1596; † 5. Dezember 1651) verheiratet. Dieser war ein Sohn von Schenk Eberhard von Limpurg-Speckfeld (* 1560; † 1622) und der Gräfin Katharina von Hanau-Lichtenberg, Tochter des Grafen Philipp V. von Hanau-Lichtenberg. Georg Friedrich war Militär und diente im Dreißigjährigen Krieg unter Peter Ernst II. von Mansfeld und König Gustav II. Adolf von Schweden. Aus der Ehe von Magdalena Elisabeth und Georg Friedrich gingen hervor[8]:
  - Franz (* 1637; † 1673)
  - Vollrat (* 1641; † 1713), Letzter der Linie Limpurg-Speckfeld
  - Georg Eberhard (* 1643; † 1705)
- Johann Ernst (* 13. Juni 1613; † 12. Januar 1642), verheiratet mit Prinzessin Susanna Margarethe von Anhalt-Dessau (* 25. August 1610; † 3. Oktober 1663), letzter regierender Graf aus dem Hause Hanau-Münzenberg
- Ludwig Christoph (* 1614; † kurz nach der Taufe)
- Elisabeth (* 1615?; † 1665)
- Marie Juliane (* 15. Januar 1617; † 28. Oktober 1643), verheiratet mit Graf Johann Ludwig von Isenburg-Birstein (* 1622; † 1685)

## Vorfahren
| Ahnentafel Graf Albrecht von Hanau-Münzenberg-Schwarzenfels | Ahnentafel Graf Albrecht von Hanau-Münzenberg-Schwarzenfels                                      | Ahnentafel Graf Albrecht von Hanau-Münzenberg-Schwarzenfels                                      | Ahnentafel Graf Albrecht von Hanau-Münzenberg-Schwarzenfels                                      | Ahnentafel Graf Albrecht von Hanau-Münzenberg-Schwarzenfels                                      | Ahnentafel Graf Albrecht von Hanau-Münzenberg-Schwarzenfels | Ahnentafel Graf Albrecht von Hanau-Münzenberg-Schwarzenfels |
| ----------------------------------------------------------- | ------------------------------------------------------------------------------------------------ | ------------------------------------------------------------------------------------------------ | ------------------------------------------------------------------------------------------------ | ------------------------------------------------------------------------------------------------ | ----------------------------------------------------------- | ----------------------------------------------------------- |
| Urgroßeltern                                                | Philipp II. von Hanau-Münzenberg (* 1501; † 1552) ⚭ Juliana zu Stolberg (* 1506; † 1580)         | Johann II. von Pfalz-Simmern (* 1509; † 1557) ⚭ Beatrix von Baden (* 1492; † 1535)               | Heinrich VI. von Waldeck in Wildungen (* 1465; † 1513) ⚭ Anastasia von Runkel (* 1477; † 1503)   | Salentin VII. von Nieder-Isenburg (* 1492; † 1534) ⚭ Elisabeth von Hunolstein († 1538)           |                                                             |                                                             |
| Großeltern                                                  | Philipp III. von Hanau-Münzenberg (* 1526; † 1561) ⚭ Helena von Pfalz-Simmern (* 1533; † 1579)   | Philipp III. von Hanau-Münzenberg (* 1526; † 1561) ⚭ Helena von Pfalz-Simmern (* 1533; † 1579)   | Philipp IV. von Waldeck (* 1493; † 1574) ⚭ Jutta von Isenburg († 1564)                           | Philipp IV. von Waldeck (* 1493; † 1574) ⚭ Jutta von Isenburg († 1564)                           |                                                             |                                                             |
| Eltern                                                      | Philipp Ludwig I. von Hanau-Münzenberg (* 1553; † 1580) ⚭ Magdalene von Waldeck (* 1558; † 1599) | Philipp Ludwig I. von Hanau-Münzenberg (* 1553; † 1580) ⚭ Magdalene von Waldeck (* 1558; † 1599) | Philipp Ludwig I. von Hanau-Münzenberg (* 1553; † 1580) ⚭ Magdalene von Waldeck (* 1558; † 1599) | Philipp Ludwig I. von Hanau-Münzenberg (* 1553; † 1580) ⚭ Magdalene von Waldeck (* 1558; † 1599) |                                                             |                                                             |
| Graf Albrecht                                               |                                                                                                  |                                                                                                  |                                                                                                  |                                                                                                  |                                                             |                                                             |